# Касарагод (округ)
Касарагод (малаял. കാസര്‍ഗോഡ് ജില്ല; англ. Kasaragod; тулу ಕಾಸರಗೋಡ್ ಜಿಲ್ಲೆ) — округ в индийском штате Керала. Образован 24 мая 1984 года. Административный центр — город Касарагод. Площадь округа — 1992 км².
Арабы посещали эти места между IX и XIV веками, Касарагод был известен среди арабских торговцев как Харквиллия и играл важную роль в торговле региона.

## География

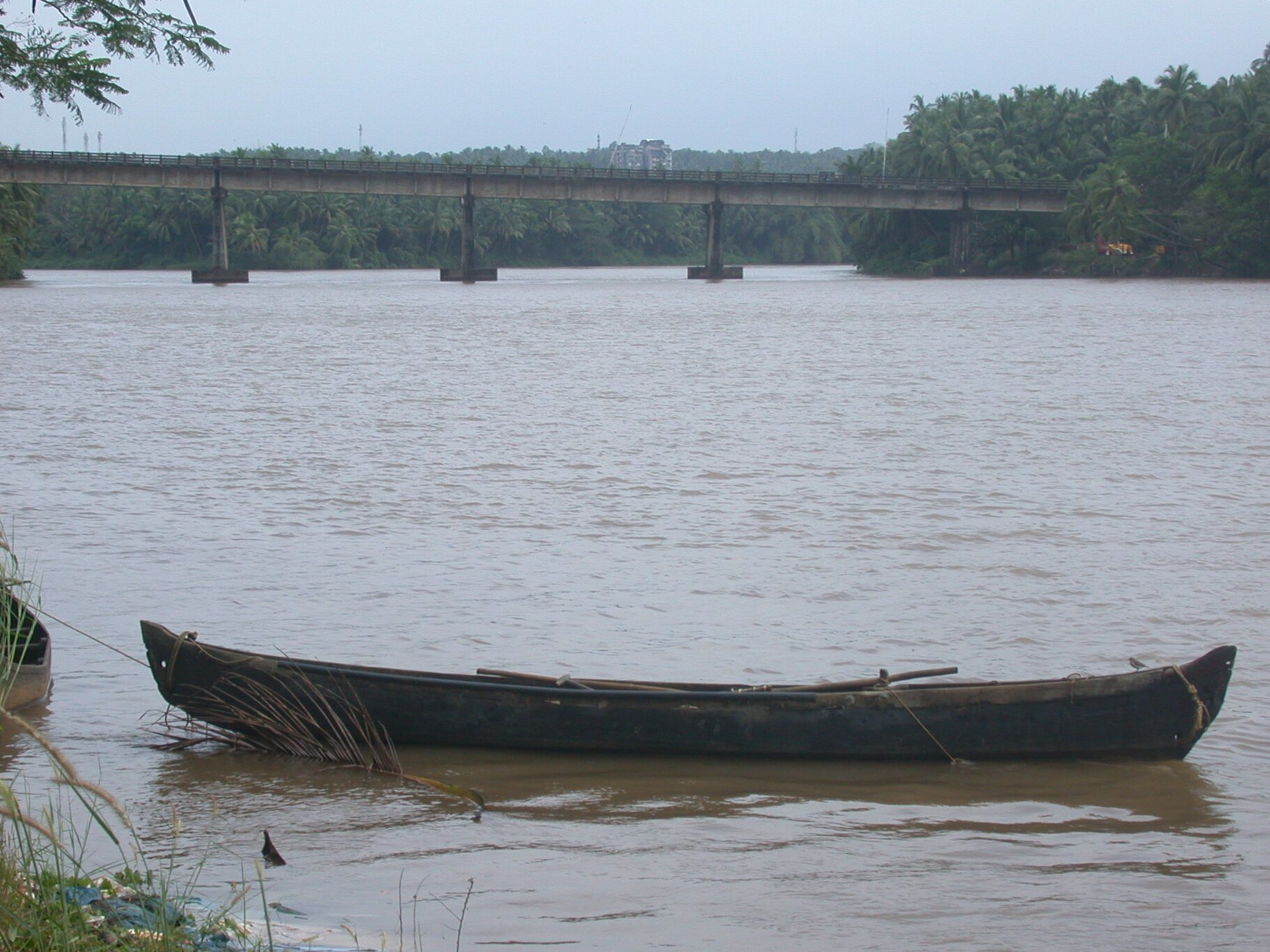
Мост через реку Чандрагири соединяющий город Касарагод с деревней Чемнад

Округ находится на крайнем севере штата Керала. Граничит с округом Каннур штата Керала (на юге) и округом Дакшина-Каннада штата Карнатака (на севере и востоке). На западе омывается Аравийским морем. В административном отношении делится на 2 талука: Касарагод и Хосдург. Средняя высота территории составляет 19 м над уровнем моря. По территории округа протекают 11 рек.

## Население

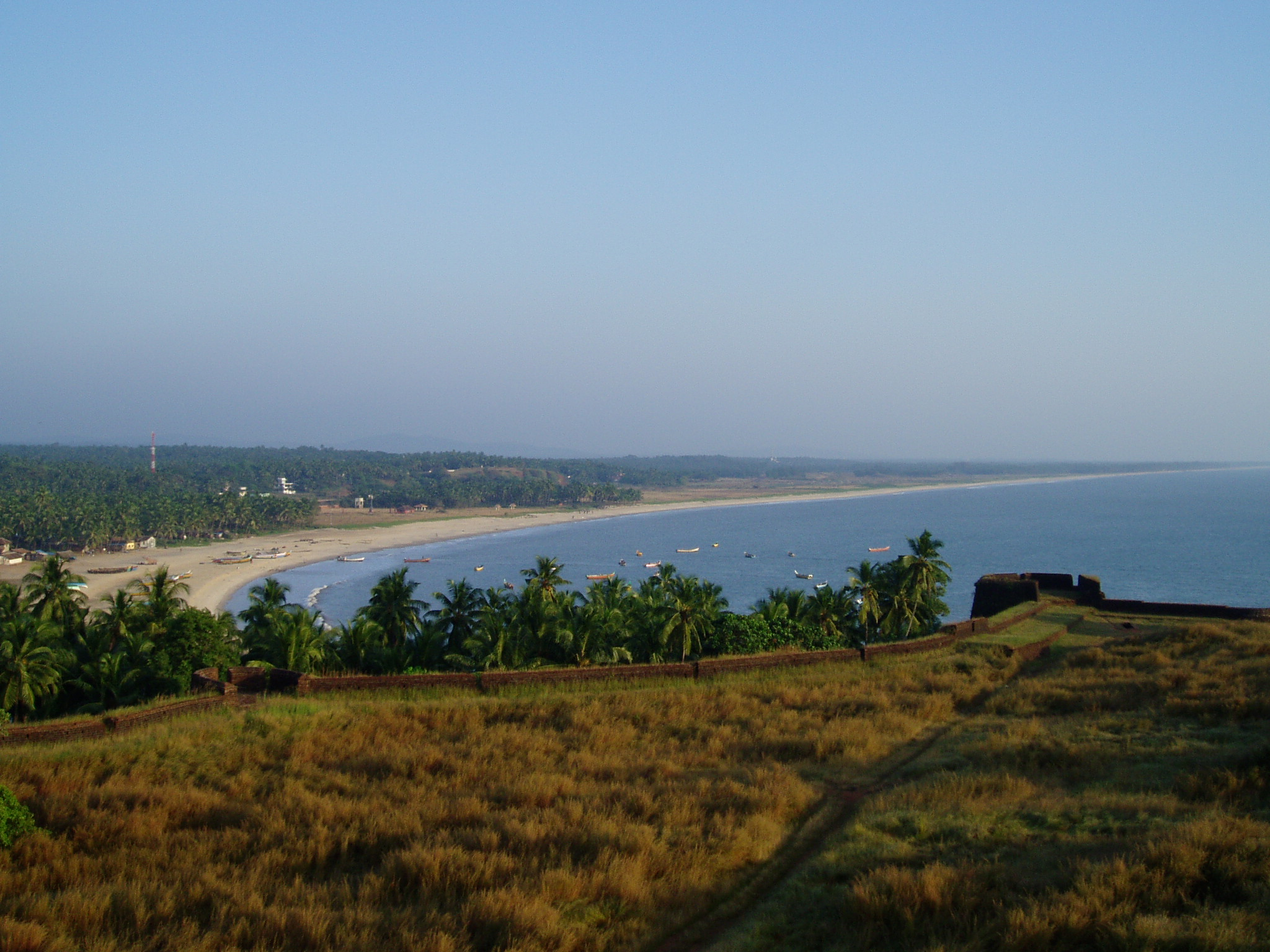
Окрестности форта Бекал

По данным всеиндийской переписи 2001 года население округа составляло 1 203 342 человека. Уровень грамотности взрослого населения составлял 79 % (82 % мужчин и 76 % женщин), что значительно выше среднеиндийского показателя (59,5 %). Доля городского населения составляла 19,4 %. Доля мужчин: 49 %, женщин: 51 %. Доля детей в возрасте до 6 лет: 13 %.
Кроме языка малаялам распространены также тулу, каннада, хинди, маратхи, конкани и другие. Около 59 % населения исповедуют индуизм, доля мусульман: 34 %, христиан: 7 %.

## Достопримечательности
Из достопримечательностей региона стоит отметить самый большой в Керале форт Бекал. Находится в 18 км от города Касарагод и в 8 км от Канхангада.